# Крыжановский, Андрей Степанович
Андрей Степанович Крыжановский (Андрий Крыж; 2 января 1936, Харьков — 29 ноября 1989) — украинский советский прозаик, сатирик

 и юморист

, член Союза писателей СССР. Сын Степана Крыжановского.

## Биография
Родился, как он писал о себе, «в простой безлошадной профессорской семье».
Позже семья переехала в Киев. Учился в средней школе № 49, затем в Киевском государственном университете имени Т. Г. Шевченко на факультете журналистики, который закончил в 1959 году. Затем работал на радио, вещающем на заграницу. Первая книга «Лидер оппозиции», над которой он долго работал, вышла в 1967 году. Название — шокирующее в то время, и без поддержки друга, писателя и поэта Валерия Гужвы публикация не состоялась бы.
Работал в журналах «Ранок», «Украïна», «Вітчизна».
Закончил Высшие литературные курсы при Литературном институте им. А. М. Горького в Москве.
Похоронен в Киеве на Байковом кладбище.

## Награды
Награждён «Грамотой Верховной Рады Украины», лауреат Литературной премии им. Остапа Вишни.

## Книги
- «Лідер опозиції» (Лидер оппозиции) — 1967.
- «Крижана усмішка» (Ледяная улыбка) — 1972.
- «Бабця з Копенгагена» (Бабуля из Копенгагена) — 1977.
- «Стрибок з Парнасу» (Прыжок с Парнаса) — 1982.
- «Гномо сапіенс» (Гномо сапиенс) — 1977.
- «Хто спалив Карфаген» (Кто сжег Карфаген) — 1980.
- «Iнтерв’ю з колоритним дідом» (Интервью с колоритным дедом) — 1983.
- «Концерт для скріпки з реєстром» (Концерт для скрепки с реестром) — 1985.
- «Художественный свист» — 1987.
- «Томагавки і макогони» (Томагавки и макогоны) — 1990.
- «Пережитки майбутьнього» (Пережитки будущего) — 1991.